# Lieja-Bastogne-Lieja 2012
La Lieja-Bastogne-Lieja 2012 fou la 98a edició de la clàssica ciclista Lieja-Bastogne-Lieja. Es va disputar el diumenge 22 d'abril de 2012 sobre un recorregut de 257,5 km i era la tretzena prova de l'UCI World Tour 2012. Aquesta ha estat la darrera de les tres curses de les Ardenes, després de l'Amstel Gold Race i la Fletxa Valona.
La victòria de la cursa fou pel kazakh Maksim Iglinski (Astana Qazaqstan Team) que superà en la darrera de les cotes del dia a Vincenzo Nibali Liquigas-Cannondale, que s'havia escapat a manca de 20 km. Iglinski guanyà amb 21" sobre Nibali, mentre Enrico Gasparotto, recent vencedor de l'Amstel Gold Race acabà en tercera posició a 36". Samuel Sánchez (Euskaltel–Euskadi) acabà setè i Joaquim Rodríguez quinzè.

## Equips participants
Vint-i-cinc equips prenen part en la cursa: els divuit ProTeams i set equips continentals professionals. En total són 200 els ciclistes que prenen la sortida.
| Núm     | Codi | Equip                   |
| ------- | ---- | ----------------------- |
| 1-8     | BMC  | BMC Racing Team         |
| 11-18   | RNT  | RadioShack-Nissan       |
| 21-28   | AST  | Astana Qazaqstan Team   |
| 31-38   | OPQ  | Omega Pharma-Quick Step |
| 41-48   | KAT  | Team Katusha            |
| 51-58   | LIQ  | Liquigas-Cannondale     |
| 61-68   | SKY  | Team Sky                |
| 71-78   | GEC  | GreenEDGE               |
| 81-88   | EUS  | Euskaltel–Euskadi       |
| 91-98   | MOV  | Movistar Team           |
| 101-108 | VCD  | Vacansoleil-DCM         |
| 111-118 | SAU  | Saur-Sojasun            |
| 121-128 | RAB  | Rabobank ProTeam        |

| Núm     | Codi | Equip                         |
| ------- | ---- | ----------------------------- |
| 131-138 | EUC  | Team Europcar                 |
| 141-148 | LAM  | Lampre-ISD                    |
| 151-158 | TSV  | Topsport Vlaanderen-Mercator  |
| 161-168 | ALM  | AG2R La Mondiale              |
| 171-178 | ARG  | Argos-Shimano                 |
| 181-188 | GRM  | Garmin-Barracuda              |
| 191-198 | LAN  | Landbouwkrediet-Euphony       |
| 201-208 | FDJ  | FDJ-BigMat                    |
| 211-218 | LTB  | Lotto-Belisol                 |
| 221-228 | ACC  | Accent Jobs-Willems Veranda's |
| 231-238 | SAX  | Team Saxo Bank                |
| 241-248 | TT1  | Type 1-Sanofi                 |

## Recorregut
La cursa té una llargada de 257,5 km per la zona de les Ardenes belgues. La sortida neutralitzada es fa des de la plaça Saint-Lambert a Lieja i la sortida real es dona a Embourg. Els ciclistes hauran d'arribar a Bastogne per tornar a altra vegada cap a Lieja i finalitzar a Ans.

### Cotes
Durant el recorregut s'hauran de superar onze cotes:
| Quilòmetre | Nom                                  | Llargada (m) | Pendent mitjana |
| ---------- | ------------------------------------ | ------------ | --------------- |
| 70         | Cota de la Roche-en-Ardenne          | 2.800        | 6,2%            |
| 116,5      | Cota de Saint Roch                   | 1.000        | 11%             |
| 160        | Cota de Wanne                        | 2.700        | 7,3%            |
| 166,5      | Cota de Stockeu (Estela Eddy Merckx) | 1.000        | 12,2%           |
| 172        | Cota de la Haute-Levée               | 3.600        | 5,7%            |
| 185        | Coll de Rosier                       | 4.400        | 5,9%            |
| 198        | Coll de Maquisard                    | 2.500        | 5%              |
| 208        | Mont-Theux                           | 2.700        | 5,9%            |
| 223        | Cota de La Redoute                   | 2.000        | 8,8%            |
| 238        | Cota de la Roche-aux-faucons         | 1.500        | 9,3%            |
| 252        | Cota de Saint-Nicolas                | 1.200        | 8,6%            |

## Classificacions

### Classificació general
|    | Ciclista                | Equip                 | Temps      | World Tour Punts |
| -- | ----------------------- | --------------------- | ---------- | ---------------- |
| 1  | Maksim Iglinski (KAZ)   | Astana Qazaqstan Team | 6h 43' 52" | 100              |
| 2  | Vincenzo Nibali (ITA)   | Liquigas-Cannondale   | + 21"      | 80               |
| 3  | Enrico Gasparotto (ITA) | Astana Qazaqstan Team | + 36"      | 70               |
| 4  | Thomas Voeckler (FRA)   | Team Europcar         | + 36"      | -                |
| 5  | Daniel Martin (IRL)     | Garmin-Barracuda      | + 36"      | 50               |
| 6  | Bauke Mollema (NED)     | Rabobank ProTeam      | + 36"      | 40               |
| 7  | Samuel Sánchez (ESP)    | Euskaltel–Euskadi     | + 36"      | 30               |
| 8  | Michele Scarponi (ITA)  | Lampre-ISD            | + 36"      | 20               |
| 9  | Ryder Hesjedal (CAN)    | Garmin-Barracuda      | + 36"      | 10               |
| 10 | Jelle Vanendert (BEL)   | Lotto-Belisol         | + 36"      | 4                |

### Classificació de la muntanya
|   | Ciclista              | Equip                   | Punts |
| - | --------------------- | ----------------------- | ----- |
| 1 | Pierre Rolland (FRA)  | Team Europcar           | 10    |
| 2 | Vincenzo Nibali (ITA) | Liquigas-Cannondale     | 8     |
| 3 | Vassil Kirienka (BLR) | Movistar Team           | 8     |
| 4 | Dario Cataldo (ITA)   | Omega Pharma-Quick Step | 7     |
| 5 | David Le Lay (FRA)    | Saur-Sojasun            | 5     |